# Уряд Крістена Міхала
Уряд Крістена Міхала — чинний уряд Естонії, який склав присягу 23 липня 2024 року на чолі з колишнім міністром клімату в третьому уряді Каї Каллас, Крістеном Міхалом. Уряд було сформовано після відставки Каї Каллас з посади прем'єр-міністерки через заплановане призначення високим представником ЄС з питань закордонних справ і політики безпеки у новій комісії Урсули фон дер Ляєн.

## Склад
| Посада                                                  | Міністр         | Початок терміну | Кінець терміну | Партія | Партія |
| ------------------------------------------------------- | --------------- | --------------- | -------------- | ------ | ------ |
| Прем'єр-міністр                                         | Крістен Міхал   | 23 липня 2024   | чинний         |        | ПР     |
| Міністри                                                |                 |                 |                |        |        |
| Міністр фінансів                                        | Юрген Лігі      | 23 липня 2024   | чинний         |        | ПР     |
| Міністр закордонних справ                               | Маргус Тсахкна  | 23 липня 2024   | чинний         |        | Е200   |
| Міністр економіки та промисловості                      | Ерккі Келдо     | 23 липня 2024   | чинний         |        | ПР     |
| Міністерка юстиції та цифрових технологій               | Лійза Пакоста   | 23 липня 2024   | чинна          |        | Е200   |
| Міністр оборони                                         | Ханно Певкур    | 23 липня 2024   | чинний         |        | ПР     |
| Міністерка культури                                     | Хейді Пурга     | 23 липня 2024   | чинна          |        | ПР     |
| Міністр внутрішніх справ                                | Лаурі Ляенеметс | 23 липня 2024   | чинний         |        | СДП    |
| Міністерка освіти та науки                              | Кристина Каллас | 23 липня 2024   | чинна          |        | Е200   |
| Міністерка клімату                                      | Йоко Алендер    | 23 липня 2024   | чинна          |        | ПР     |
| Міністр інфраструктури                                  | Владімір Свєт   | 23 липня 2024   | чинний         |        | СДП    |
| Міністерка охорони здоров'я                             | Рийна Сіккут    | 23 липня 2024   | чинна          |        | СДП    |
| Міністерка соціального захисту                          | Сігне Рійсало   | 23 липня 2024   | чинна          |        | ПР     |
| Міністерка у справах регіонів і сільського господарства | Пірет Хартман   | 23 липня 2024   | чинна          |        | СДП    |